# Волочаевское (электродепо)
ТЧ-2 «Волочаевское» — планируемое электродепо Новосибирского метрополитена.

## Общая информация
Депо будет расположено около пересечения Гусинобродского шоссе с улицей Волочаевской, на территории, в настоящее время занятой одним из крупнейших вещевых рынков Сибири, т. н. «барахолки» с частичным отводом под депо части его территории. При этом предполагается реконструкция вещевого рынка со строительством торговых павильонов вблизи перекрёстка. Депо будет обслуживать поезда, работающие на Дзержинской линии; при этом поезда электродепо «Ельцовское» будут обслуживать только Ленинскую линию.
На территории депо предусмотрено сооружение «одноимённой зонной станции», а также двухпутная соединительная ветка длиной 1,21 км. Проектный срок сооружения — 2015 год.
Стоимость строительства электродепо в ценах 2001 года составляла 279 млн рублей. В октябре 2012 года губернатор Василий Юрченко на одной из пресс-конференций заявил, что власти оценили затраты на постройку двух станций и депо в 10 млрд рублей. При этом он добавил, что «линию реально достроить за 2-2,5 года».

## История
На основании Постановления Совета Министров СССР от 30 марта 1981 года № 312 институтом Новосибирскметропроект разработана и утверждена Правительством откорректированная Генеральная схема развития метрополитена, по которой метрополитен состоит из пяти линий общей протяжённостью 91,4 км. В ходе проектирования сети линий Новосибирского метрополитена были выбраны площадки для строительства депо из расчета одно депо на каждую линию.
Тогда же в 1980-е годы институтом «Новосибметропроект» было разработано ТЭО продления Дзержинский линии до Гусинобродского шоссе, одним из разделов которого описывалось строительство электродепо с определением основных его характеристик. См. старую схему развития 1996 года:  и более современную, 2000 года:  ТЭО этого участка продления Дзержинской линии утверждено в 1993 году.
По одному из участков (левобережному) продления Дзержинской линии до станции «Доватора» и электродепо «Волочаевское» разработана стадия «Проект» на основании утверждённого ТЭО, который рассмотрен в 1998 года Главгосэкспертизой России и подвергается корректировке с 2001 года. В 2001 году разрабатывалась программа строительства кольцевого пассажа «Волочаевский», учитывающего совместное размещение. Реализация этой программы позволила бы существенно сократить сроки строительства депо и получить дополнительные инвестиции на его сооружение.
Отстой, техническое обслуживание и текущий ремонт дополнительного парка вагонов согласно этой программе должно производиться в существующем электродепо «Ельцовское» и, частично, в тупиках и на станциях линий (отстой и техническое обслуживание). Затем, при вводе в эксплуатацию всего правобережного участка Дзержинской линии со станцией «Доватора» и зонной станции на территории электродепо «Волочаевское» все поезда Дзержинской линии будут обслуживаться в электродепо «Волочаевское».

## Перспективы
До настоящего времени строительство депо сохранялось в планах. По нему велись только подготовительные работы. См. схему "Комплексного развития общественного транспорта " из утверждённого «Генерального плана развития Новосибирска до 2030 года»: .
В ближайшее время по «Волочаевскому» электродепо должна начаться разработка проектно-сметной документации. Ориентировочный срок начала строительных работ — период 2012—2014 гг. По заявлению ряда чиновников, при их возведении «город рассчитывает на поддержку федерального бюджета» (в 2013 году). Ожидается, что федеральный центр вложит в строительство станции 1 млрд 370 млн рублей. Такую же сумму готов вложить местный бюджет. К достройке Дзержинской линии местные чиновники рассматривают возможность привлечь строителей с Украины, либо из Германии. Переговоры с немецкой компанией должны были состояться 4 ноября 2012 года. Также, по словам Юрченко, к продлению ветки проявляли интерес строители из Франции и Чехии.
Поскольку по мере дальнейшего развития метро ожидается увеличение инвентарного парка вагонов, то при завершении строительства Дзержинской линии возникнет необходимость в создании собственного депо — как по причине нехватки места, так и по причине сложности ежедневной передачи поездов с линии на линию. Поэтому отказ от сооружения данного депо представляется маловероятным.

## Мощность депо
Первой очередью строительства запланировано сооружение 10 канав, из них 1 моечная и 9 отстойно-ремонтных. Таким образом, проектная вместимость депо составит 45 вагонов. Фактически, с учетом отстоя на станциях, депо при этом сможет эксплуатировать около 15 поездов, что позволит обеспечить интервалы движения на Дзержинской линии (в зоне между станциями «Сибирская» — «Доватора») менее 3 минут. Согласно программе развития метрополитена, на Дзержинской линии предусматривалась эксплуатация 57 вагонов, из них 5 резервных.
Подъёмочные ремонты вагонов первоначально предполагается выполнять на базе электродепо «Ельцовское», где в настоящее время действует цех ТР-3.

## Новости строительства
Договор на проведение работ по инженерным изысканиям для этапа метродепо был заключен 28 января 2013 года, сообщили в мэрии. Работы будут закончены в декабре 2013 года. В апреле был заключен договор на проектирование, которое при выделении необходимого финансирования будет закончено в первом квартале 2014 года.